# Panhard EBR
Panhard EBR (francouzsky Panhard Engin Blindé de Reconnaissance, obrněné průzkumné vozidlo Panhard) je francouzské těžké obrněné průzkumné vozidlo. V roce 1950 byly tyto vozy zavedeny do služby armády Francie kde je roku 1987 vystřídaly vozy AMX-10RC.
Vozidlo je čtyřnápravové, s pohonem všech osmi kol a na komunikaci se typicky pohybuje na kolech přední a zadní nápravy, osazených pneumatikami. Prostřední dvě nápravy jsou osazeny koly s kovovými obručemi, při jízdě na silnici mohou být vyzdviženy tak aby kola nebyla v kontaktu s povrchem vozovky, a při pohybu vozidla nerovným terénem spuštěny k zemi.
Řidičská stanoviště se nacházejí na obou koncích vozidla, a řízené mohu být obě krajní nápravy, ačkoliv obvykle je k zatáčení vozidla používána ta která je přední ve směru jízdy. Otáčení kol zadní nápravy může být zapnuto manuálně ze stanoviště řidiče, anebo automaticky při spuštění vnitřních náprav.
Výkyvná věž FL-11 či FL-10 je velmi podobná jako věž u tanku AMX-13, ačkoliv jí v některých variantách schází systém pro automatické nabíjení. Panhard EBR slouží zemím severní Afriky, Portugalsku a Francii.